# Степаново (Ковровский район)
Степаново — деревня в Ковровском районе Владимирской области России, входит в состав Клязьминского сельского поселения.

## География
Деревня расположена в 24 км на восток от центра поселения села Клязьминский Городок и в 40 км на восток от райцентра города Ковров.

## История
В конце XIX — начале XX века деревня входила в состав Мстерской волости Вязниковского уезда. В 1859 году в деревне числилось 21 двор, в 1905 году — 24 двора, в 1926 году — 26 дворов.
С 1929 года деревня входила в состав Кувезинского сельсовета Вязниковского района, с 1935 года — центр Сельцовского сельсовета Южского района Ивановской области, с 1963 года — в составе Ковровского района, с 1972 года — в составе Пантелеевского сельсовета, с 2005 года — в составе Клязьминского сельского поселения.

## Население
| 1859 | 1905 | 1926 | 2002 | 2010 | 2021 |
| ---- | ---- | ---- | ---- | ---- | ---- |
| 112  | ↗117 | ↗149 | ↘27  | ↘12  | ↗26  |